# Paradela (Castro Caldelas)
Paradela (llamada oficialmente San Vicenzo de Paradela) es una parroquia del municipio español de Castro Caldelas, en la provincia de Orense, Galicia.

## Toponimia
La parroquia también es conocida por el nombre de San Vicente de Paradela.

## Organización territorial
La parroquia está formada por siete entidades de población:

### Entidades de población
Entidades de población que forman parte de la parroquia:
- Casadadona (Casa da Dona)
- Cerdeiros (Os Cerdeiros)
- Lugar de Arriba
- Santo
- Sequeiros
- Val (O Val)

### Despoblado
Despoblado que forma parte de la parroquia:
- Castro (O Castro)

## Demografía
| Gráfica de evolución demográfica de Paradela entre 2000 y 2022 |
|                                                                |
| Datos según el nomenclátor publicado por el INE.               |